# Eogammarus possjeticus
Eogammarus possjeticus is een vlokreeftensoort uit de familie van de Anisogammaridae. De wetenschappelijke naam van de soort is voor het eerst geldig gepubliceerd in 1967 door Nina Liverjevna Tzvetkova.